# Observatorio en profundidad de la Falla de San Andrés
El Observatorio en profundidad de la Falla de San Andrés (en inglés: San Andreas Fault Observatory at Depth) es un proyecto de investigación destinado a la recogida de datos geológicos sobre la falla de San Andrés con el fin de predecir y analizar futuros terremotos. Situado cerca de la ciudad de Parkfield, en el condado de Monterey, California, al oeste de Estados Unidos donde se producen con frecuencia terremotos de magnitud 2, el proyecto ha instalado sensores de geófonos y relojes GPS en un espacio de 3 kilómetros que corta directamente a través de la falla. Estos datos, junto con las muestras recogidas durante la perforación, podría arrojar nueva luz sobre las propiedades geoquímicas y mecánicas alrededor de la zona de falla.
SAFOD es parte del Proyecto Earthscope, un programa de ciencias de la tierra mediante técnicas geológicas y geofísicas que busca explorar la estructura del continente norteamericano y entender el origen de los terremotos y volcanes. Earthscope es financiado por la Fundación nacional de Ciencia (National Science Foundation) en conjunto con el USGS y la NASA. Los datos recogidos en SAFOD están disponibles en el Centro de datos de Terremotos del Norte de California en la UC Berkeley y en el IRIS DMC.